# Peploglyptus mulu
Peploglyptus mulu är en skalbaggsart som beskrevs av Michael S. Caterino 2005. Peploglyptus mulu ingår i släktet Peploglyptus och familjen stumpbaggar. Inga underarter finns listade i Catalogue of Life.